# Sint-Vincentius a Paulokerk (Horendonk)

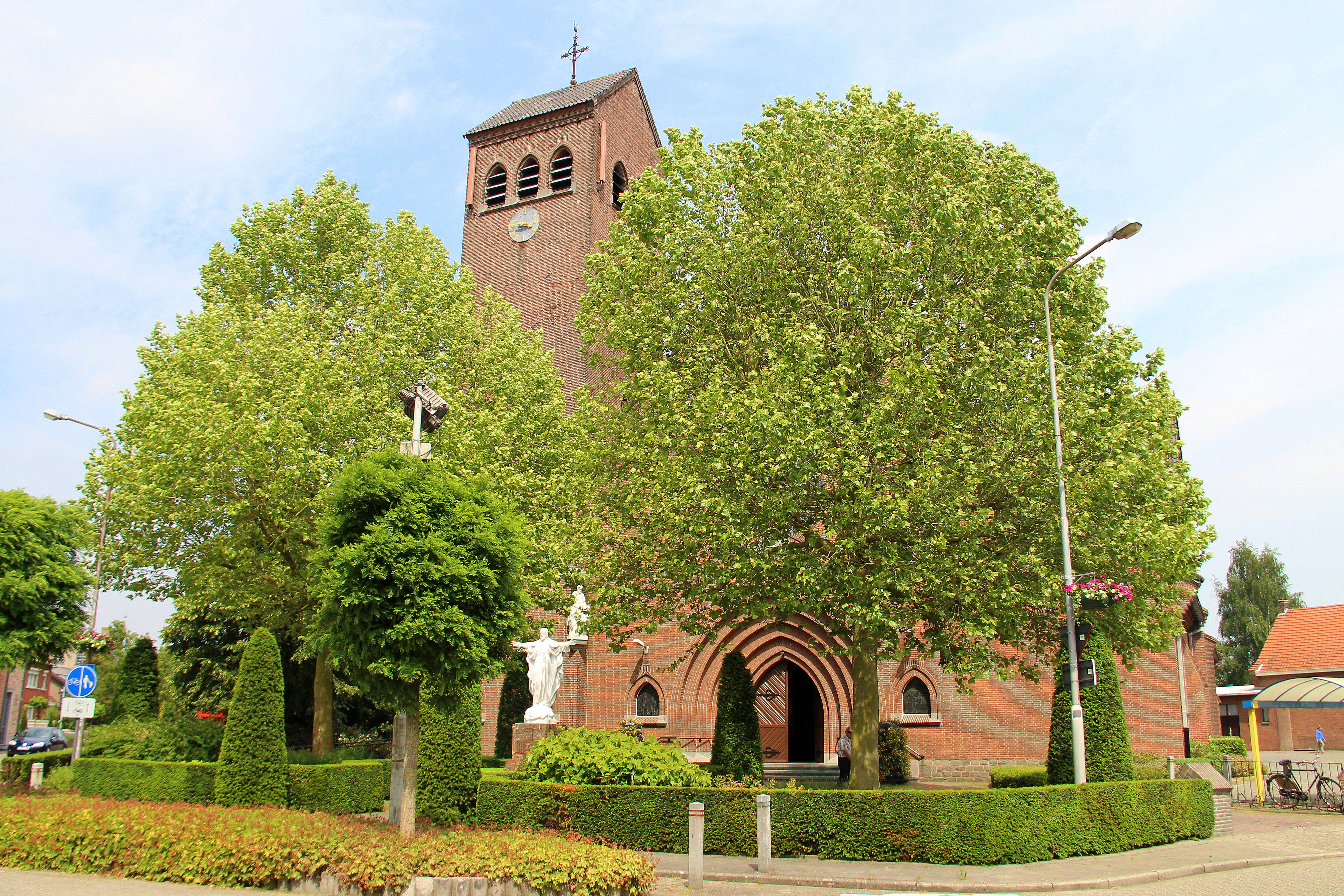
Sint-Vincentius a Paulokerk

De Sint-Vincentius a Paulokerk (Horendonk) is de parochiekerk van de tot de Antwerpse gemeente Essen behorende plaats Horendonk, gelegen aan Dreveneind 2.
Deze kerk werd gebouwd in 1953 naar ontwerp van Eduard Van Ballaer.
Het is een driebeukige bakstenen kruiskerk met naastgebouwde bakstenen toren, welke gedekt is met een zadeldak. De kerk is gebouwd in de stijl van de moderne gotiek.
Het orgel is 17e eeuws en de maker is onbekend. Het stond van eind 19e eeuw tot 1928 in de kerk van Wildert.